# Архипелаг
Архипелаг, познат и као ланац острва, група острва или острвље, ланац је, група или збирка острва, или понекад море са малим бројем расутих острва.
Реч архипелаг је настао од грчких речи ἄρχι- – arkhi- („главно”, „водеће”) и πέλαγος – pélagos („море”) или од италијанске речи arcipelago. У италијанском, можда по традицији антике, Archipelago (од средњовековне грчке речи ἀρχιπέλαγος и латинске речи archipelagus) је био назив за Егејско море, а касније се употреба пребацила и на Егејска острва (од када је море вредно пажње због великог броја острва).

## Врсте
Архипелаг се може наћи изолован великим количинама воде или у великој копненој маси. На пример, Шкотска има више од 700 острва која окружују копно и која формирају архипелаг. Архипелази су често вулкански, који се формирају дуж лукова острва и настају подсветним зонама или врућим тачкама, али могу бити и резултат ерозије, таложења и уздизања копна.
У зависности од њиховог геолошког порекла, острва која се формирају архипелагом могу се назвати „океанским острвима”, „континенталним фрагментима” и „континенталним острвима”. Океанска острва су углавном вулканског порекла. Континентални фрагменти одговарају земљишним масама које су се одвојене од континенталне масе због тектонских покрета. Скупови острва настали близу обале континента сматрају се континенталним архипелагом када они чине део истог, тако да су острва само изложена континенталној групи.
Примери добро познатих архипелага су: Индонезија, Јапан, Република Кина, Филипини, Нови Зеланд, Малдиви, Британска острва, Бахаме, Грчка, Кључеви Флориде, Хаваји, Полинезијска острва, Канарска Острва и Азорска острва. Највећа архипелашка држава на свету по површини и по популацији је Индонезија.